# Smedley Butler
Generaal-majoor Smedley Darlington Butler (West Chester, 30 juli 1881 – Philadelphia, 21 juni 1940) was een generaal van het United States Marine Corps. Butler was ten tijde van zijn overlijden de meest gedecoreerde marinier in de geschiedenis van de Verenigde Staten. In zijn 34 jaar durende carrière als marinier nam hij deel aan militaire acties tijdens Mexicaanse Revolutie, in de Filipijnen, in China, in Centraal-Amerika en de Caraïben tijdens de Bananenoorlogen (zie Bananenrepubliek) en in Frankrijk tijdens de Eerste Wereldoorlog.
Hij kreeg 16 medailles waarvan vijf voor heldendom. Hij is een van de 19 mannen die de Medal of Honor twee keer kreeg en een van de drie mariniers die de Marine Corps Brevet Medal kreeg en de enige die twee Medals of Honor en de Brevet Medal kreeg voor afzonderlijke acties.
Butler werd later een uitgesproken criticus van Amerikaanse oorlogen en de gevolgen ervan.

## Business Plot
In 1933 vertelde hij aan een congressioneel comité dat hij door enkele vooraanstaande zakenlieden (waaronder Prescott Bush) was benaderd om een coup te plegen tegen de regering van Franklin Delano Roosevelt, waarna Generaal Hugh S. Johnson, hoofd van de NRA (National Recovery Administration, organisatie ter regeling van de economie tijdens de New Deal) als dictator zou worden aangesteld (het Business Plot). De betrokken personen ontkenden allemaal dat er een dergelijk complot bestond en de media ridiculiseerden de beschuldigingen, hoewel een rapport van een speciaal comité van het Huis van Afgevaardigden (het House Committee on Un-American Activities) sommige delen van Butlers getuigenissen bevestigde. Er wordt algemeen aangenomen dat een dergelijk complot ten minste werd besproken.

## War Is a Racket
In 1935 schreef Butler een boek getiteld War Is a Racket ('oorlog is een zwendel', gebaseerd op een toespraak van hem) waarin hij buitenlandse acties en oorlogen van de Verenigde Staten beschreef en bekritiseerde, inclusief de rol van grote Amerikaanse bedrijven, en de imperialistische motivaties die er aan ten grondslag lagen.

## Pensioen en dood
Nadat hij in de jaren 30 met pensioen ging werd hij een populaire spreker bij bijeenkomsten van veteranen, pacifisten en kerkelijke groepen.
Butler overleed op 21 juni 1940, waarschijnlijk aan kanker.